# 香山 (北京)
39°59′24″N 116°10′18″E / 39.99005°N 116.17156°E

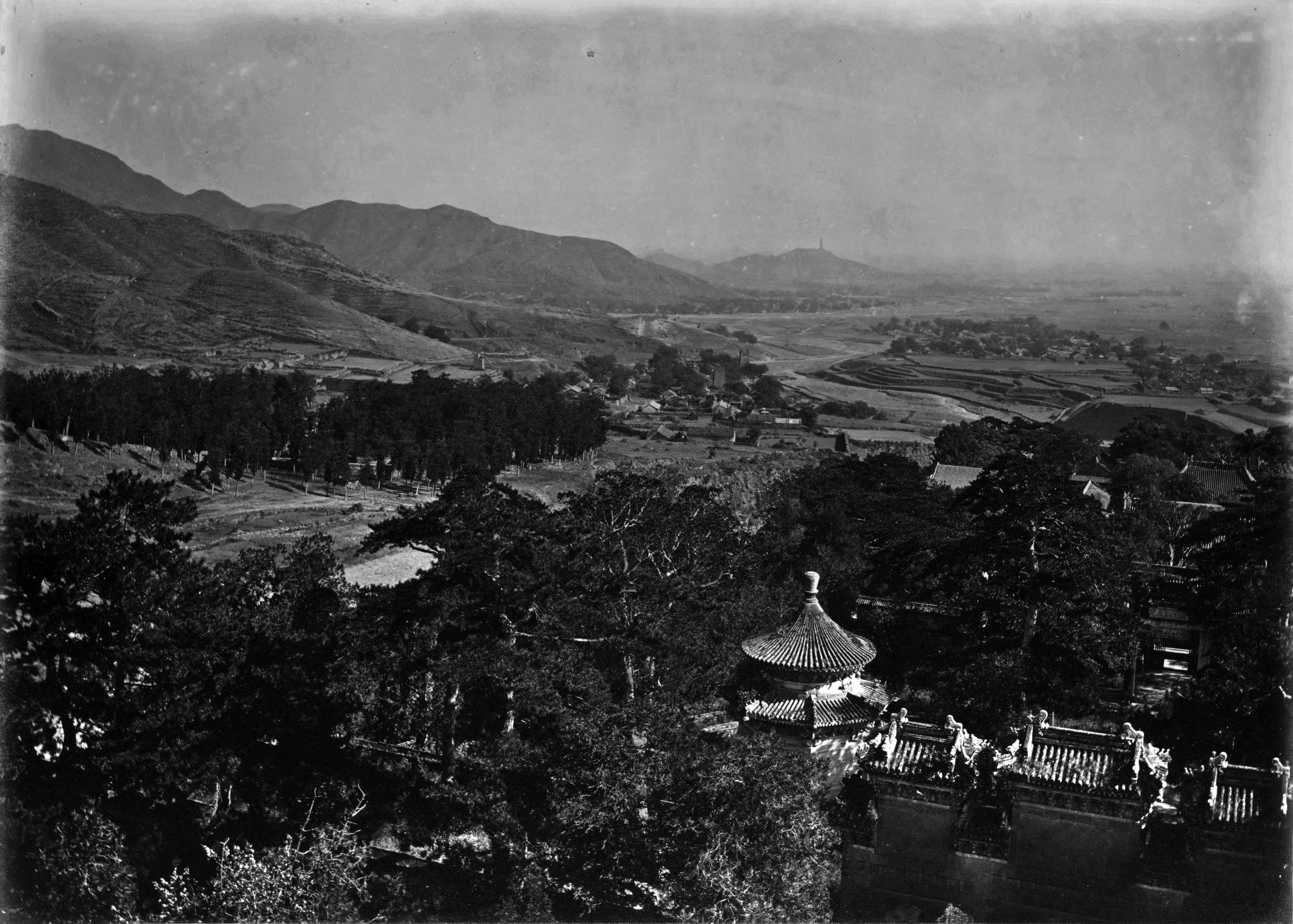
香山脚下的碧雲寺塔頂照出玉泉山一帶，1878年左右

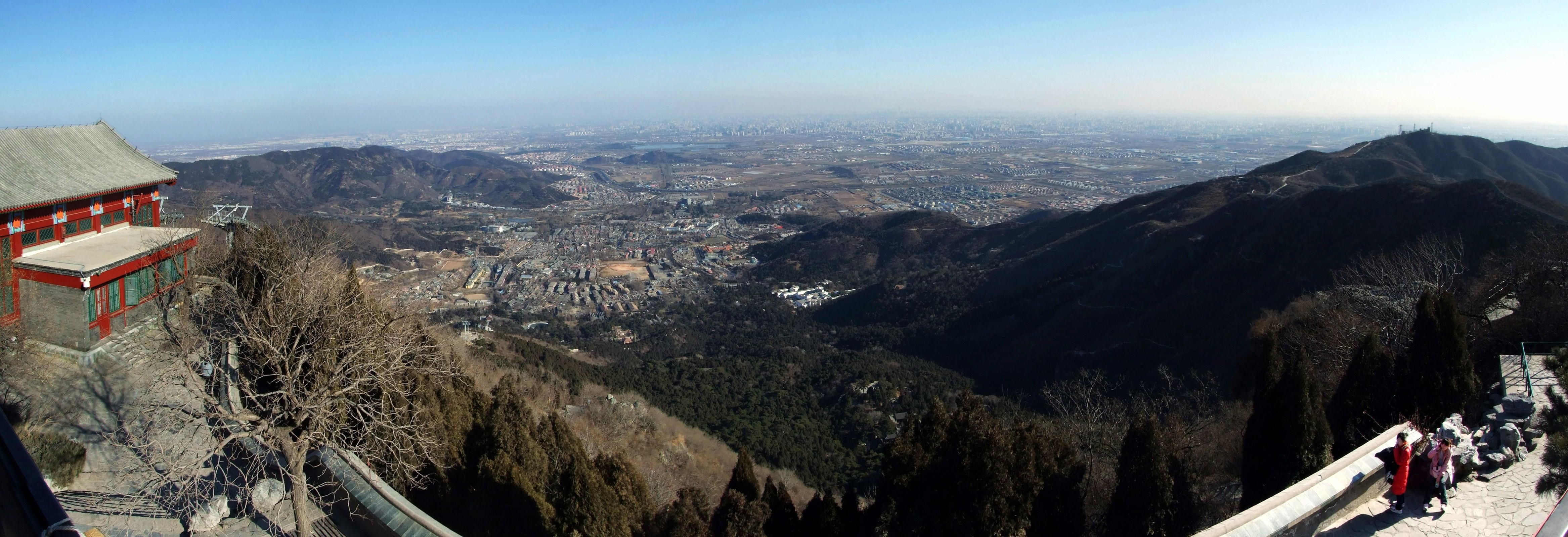
香山上俯瞰北京，2009年1月

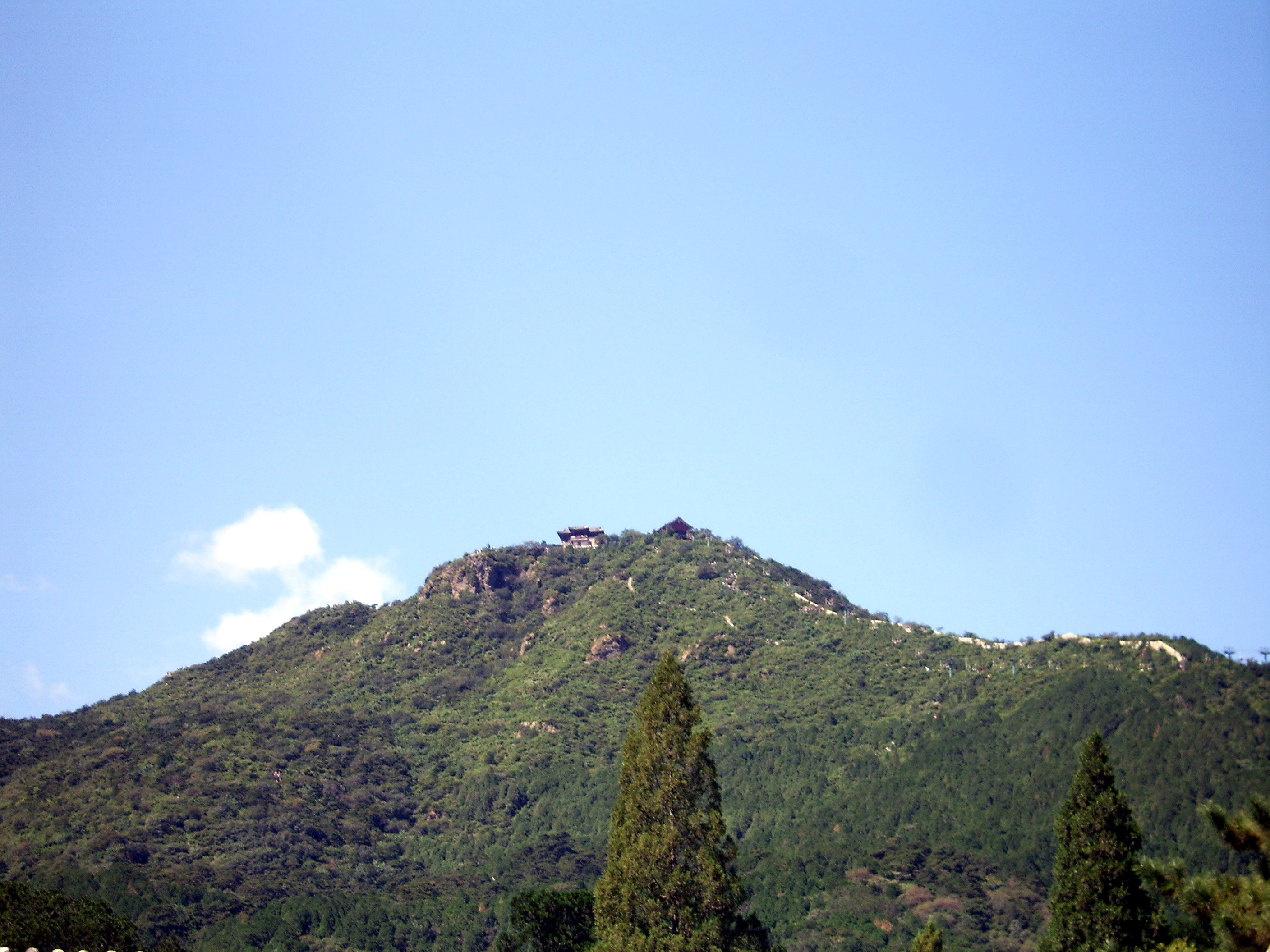
香山的香炉峰远眺

香山是位于中國北京市海淀區的山脈，為西山的余脉，占地约2400余亩，主峰是鬼见愁，海拔557米。2012年10月以闻名于世的香山红叶入选世界名山。
香山静宜园是三山五园组成部分之一，清代构成西北皇家园林中重要景观，以“香山二十八景”、“西山晴雪”著称。香山集自然景观与中国园林艺术于一体，具极高文化价值。这一地区现大部分被划为香山公园，周边还有国家植物园、团城演武厅等多处园林和人文景观。该地区的景观形成于辽朝以后，现以明清的庙宇居多。
自2006年起，中國軍事科學學會於香山舉辦“國際安全合作與亞太地區安全論壇”，簡稱“香山論壇”。